# ウィングアリーナ刈谷
ウィングアリーナ刈谷（ウィングアリーナかりや）は、愛知県刈谷市築地町にある市立体育館。

## 概要
刈谷市総合運動公園内にある。バスケットボール、フットサル、ハンドボール等の大会などに利用されている。第1回アリーナオブザイヤー（2014年）受賞。
B.LEAGUE（男子バスケットボール）のシーホース三河、W LEAGUE（女子バスケットボール）のデンソーアイリスとトヨタ紡織サンシャインラビッツのホームアリーナである。刈谷市には日本ハンドボールリーグのトヨタ車体ブレイブキングスが本拠地を置いており、日本ハンドボールリーグの試合が開催されることもある。
メインアリーナの改修工事に伴い、2024-25シーズンのシーホース三河の試合は同市にある刈谷市体育館を主に利用し、ウィングアリーナ刈谷では2025年4月12日以降の5試合のみ実施予定。

## 施設概要
- メインアリーナ 2,000m2（2F客席：1,576席、1F可動席：800席）
- サブアリーナ 1,184m2（観客席：148席）
- プール
- 卓球場
- フィットネススタジオ
- トレーニングルーム
- 会議室

## 歴史
2007年（平成19年）に竣工し、同年9月22日にはJBL CHALLENGE CUP 2007のアイシンシーホースVSオーエスジーフェニックス東三河戦がこけら落としとなった。
2014年（平成26年）6月11日には一般社団法人アリーナスポーツ協議会の第1回アリーナオブザイヤーを受賞した。バレーボール、フットサル、バスケットボールのトップリーグ選手1,258人によるアンケートにより、全国に約300ある施設の中から選出された。選手アンケートの「今シーズン一番プレイしやすかったアリーナ」では3位、「今まででプレイした中で一番好きなアリーナ」では6位となり、観客関連項目や交通アクセスなどでも高評価を得た。
2016年（平成28年）4月22日から24日には、フットサル日本代表の国際親善試合が開催され、フットサルベトナム代表やフットサルウズベキスタン代表と対戦した。2017年（平成29年）7月8日・9日には、バスケットボール女子日本代表の壮行試合である三井不動産カップが開催された。

## 交通手段

### 自動車
- 国道23号（知立バイパス）
  - 名古屋方面からは一ツ木インターチェンジ下車
  - 安城方面からは上重原インターチェンジ下車。

### 鉄道
- 名鉄名古屋本線 富士松駅下車、徒歩で約15分又は下記のバスに乗り換え。
- JR東海道本線・名鉄三河線 刈谷駅下車、徒歩で約60分又は下記のバスに乗り換え。

### バス
- 刈谷市公共施設連絡バス（西境線・東境線・一ツ木線）「総合運動公園」停留所下車。
- 名鉄バス刈谷・愛教大線「刈谷総合運動公園」停留所下車。

## ギャラリー

### 外観

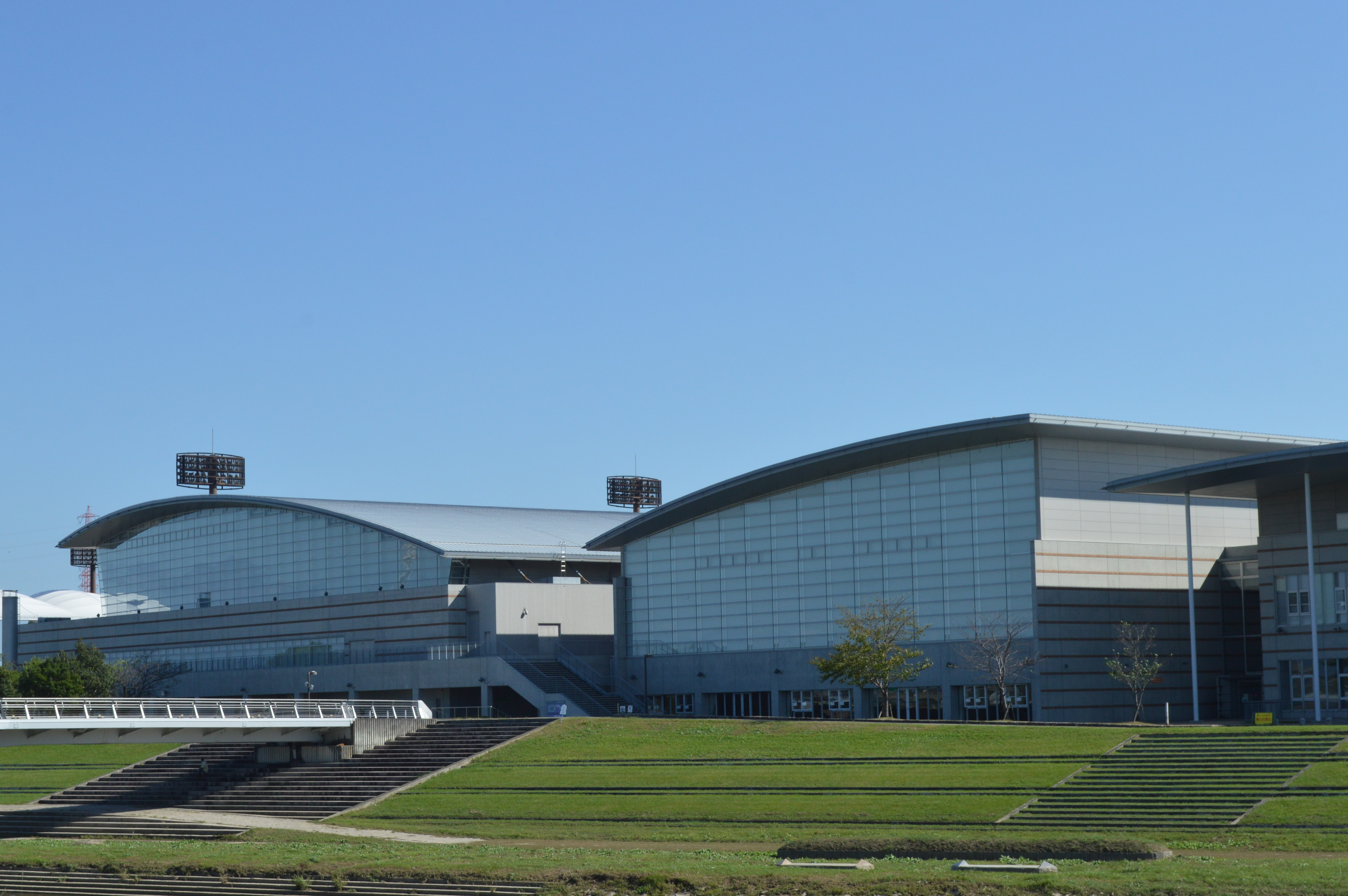
逢妻川を挟んで見た外観
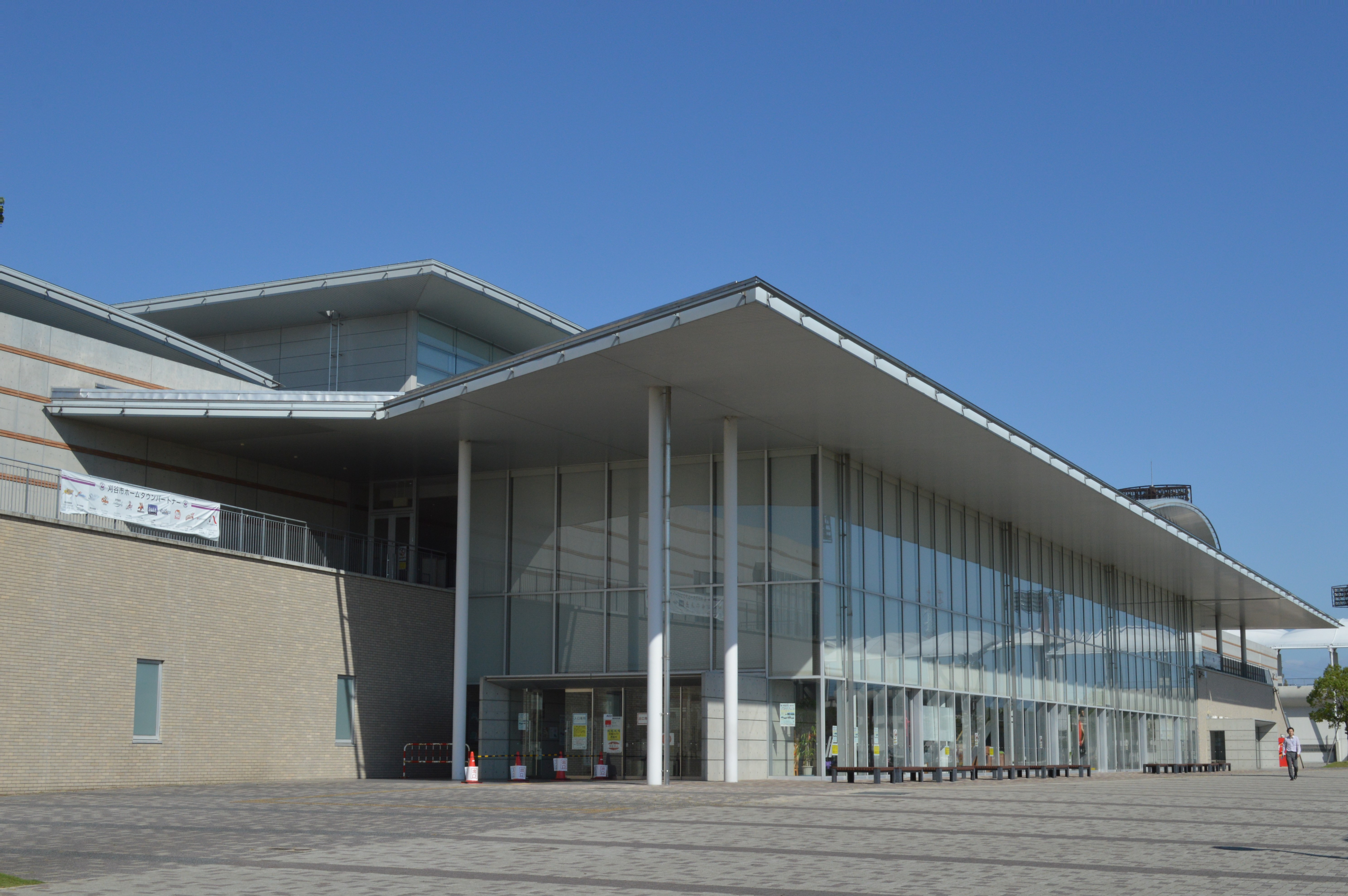
南西から見た外観

### 内部

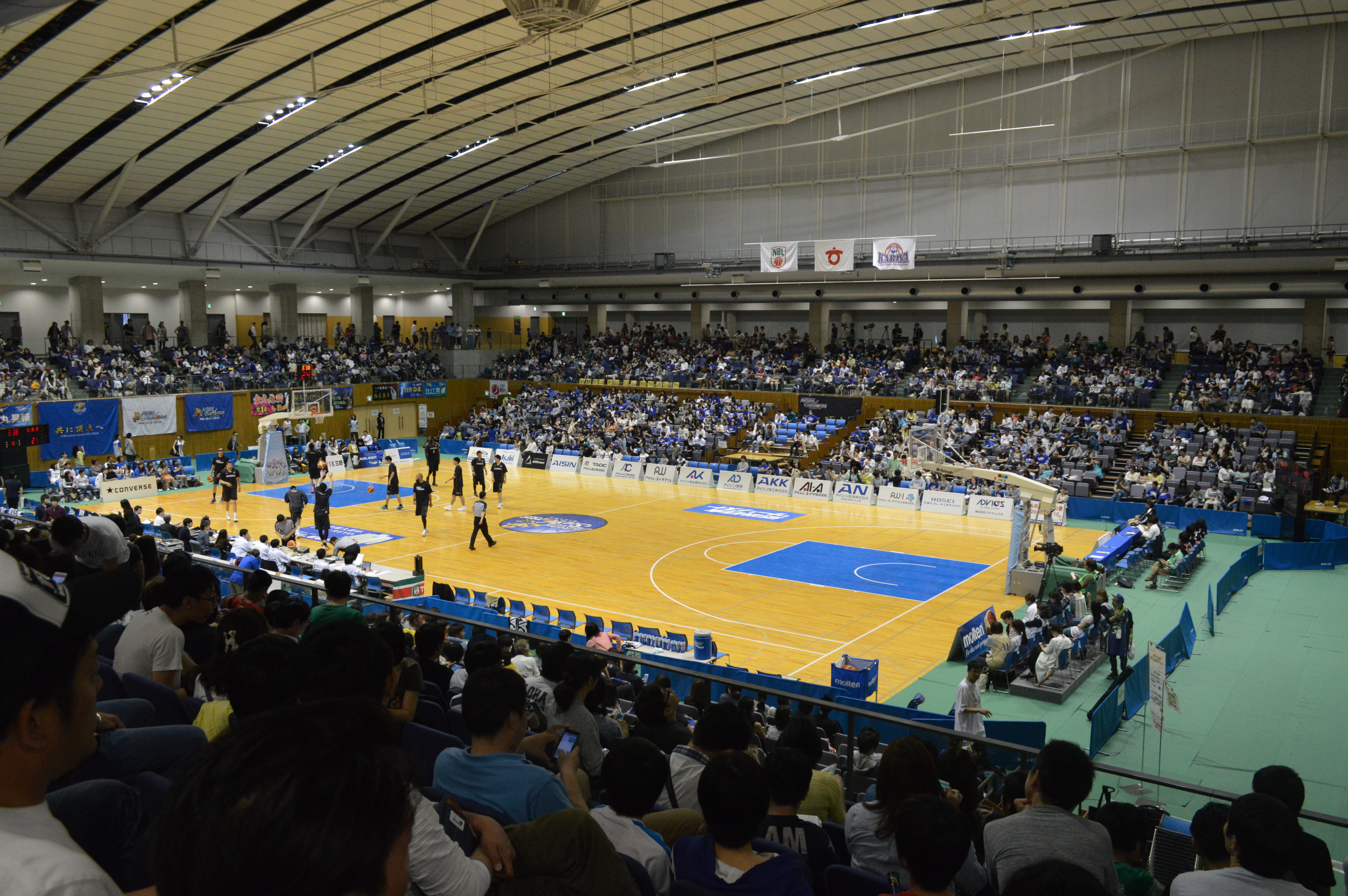
バスケットボールの試合時
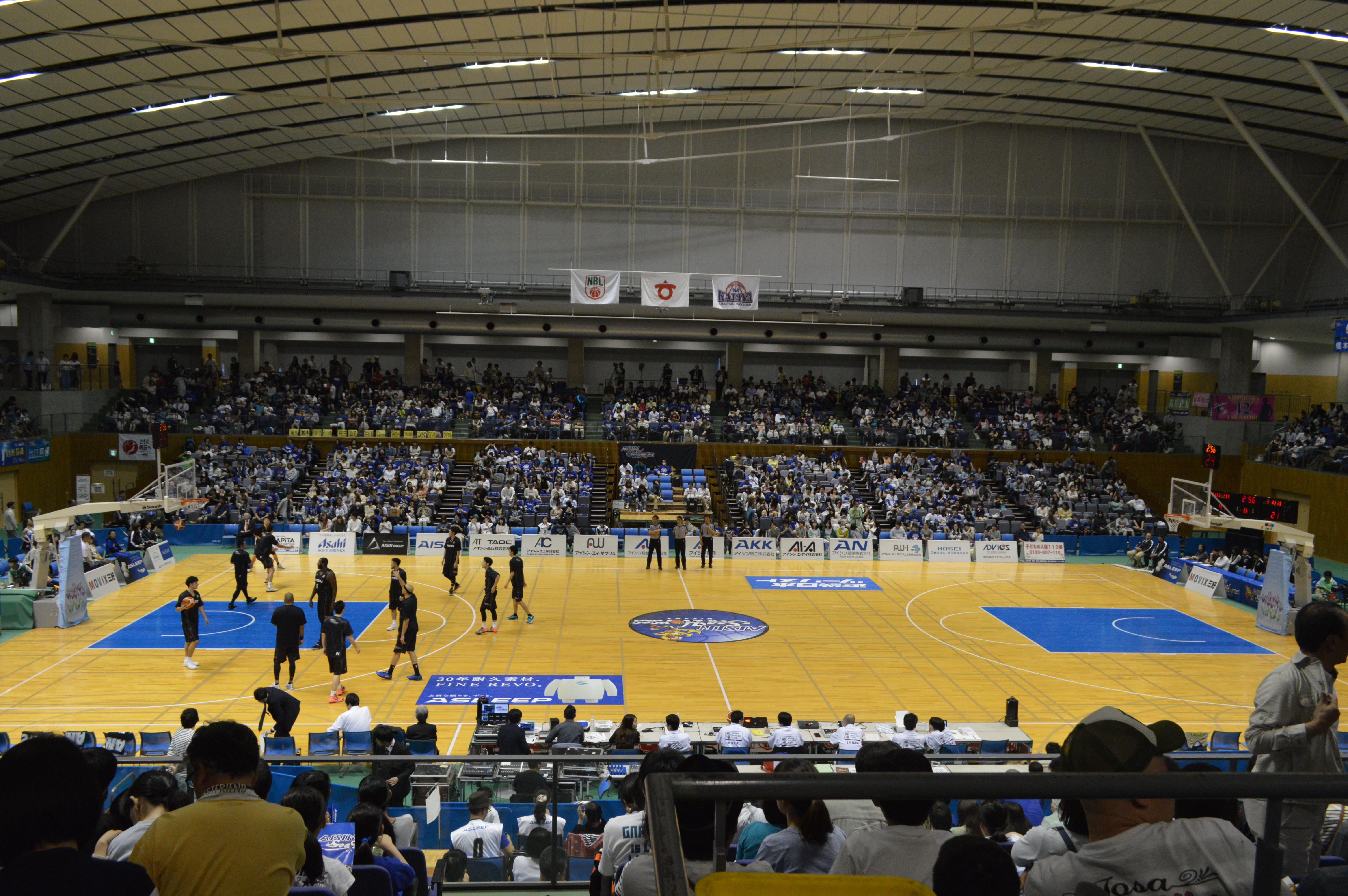
バスケットボールの試合時
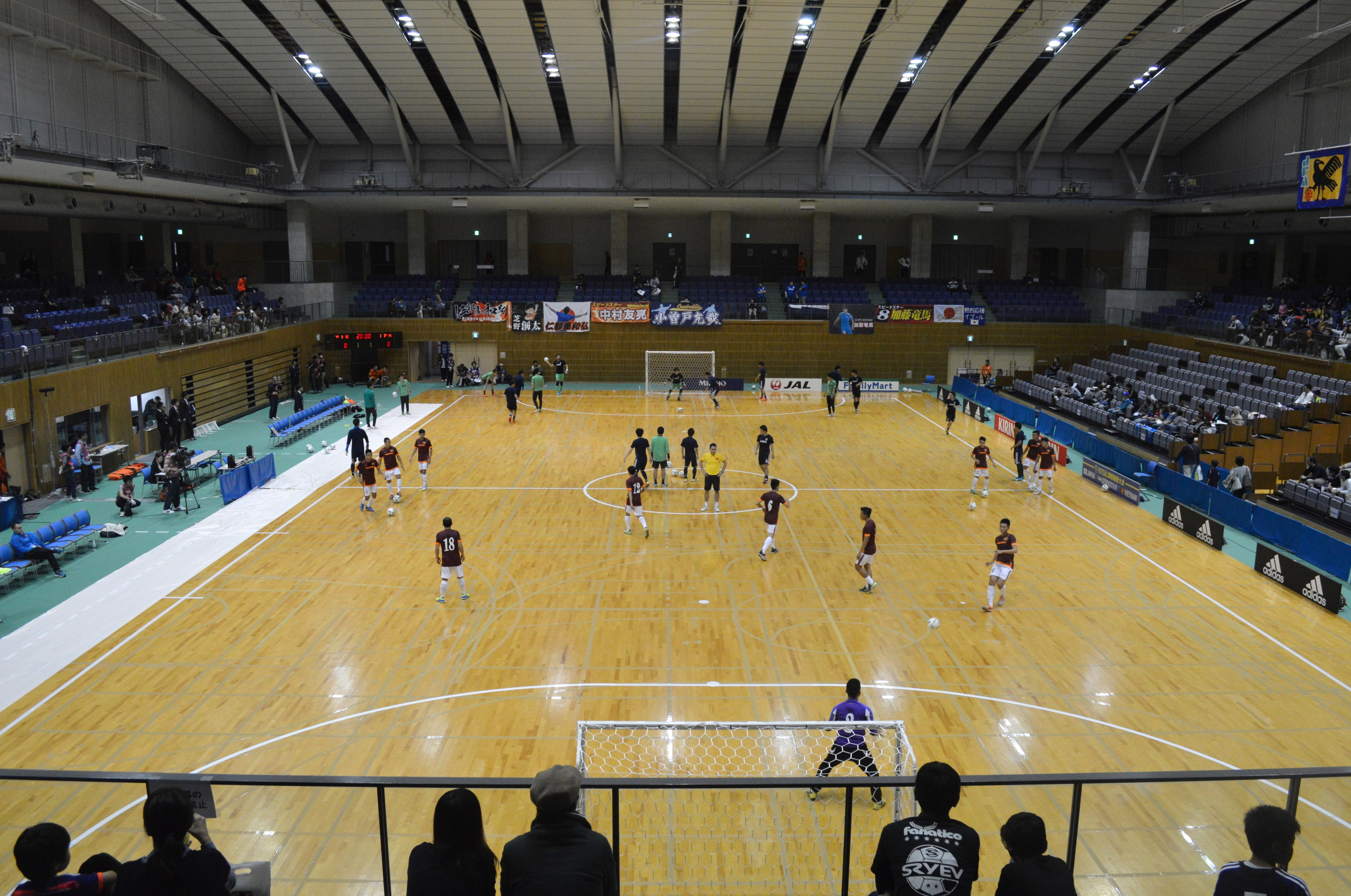
フットサルの試合時
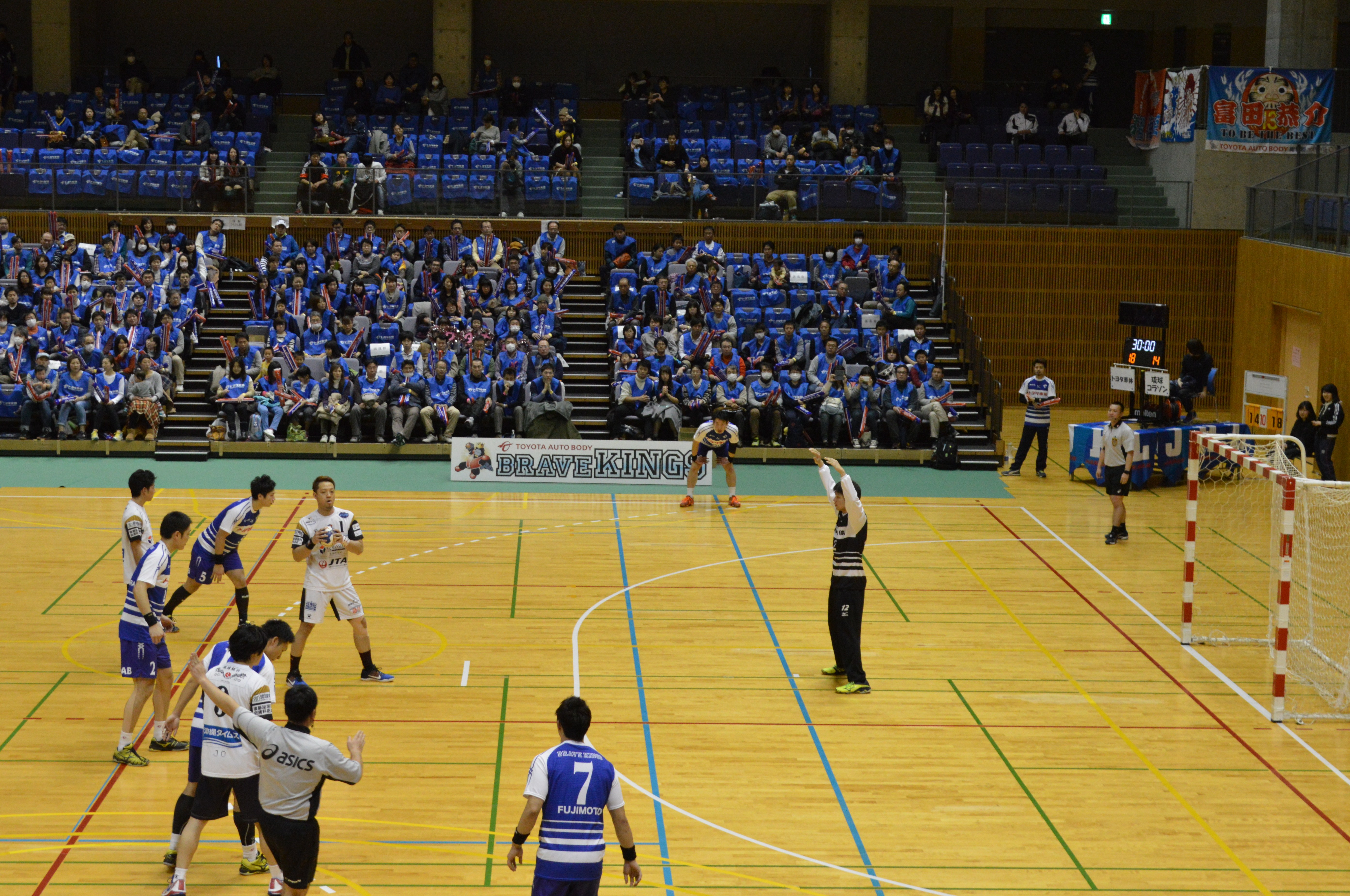
ハンドボールの試合時